# 마커스 스트로먼
마커스 스트로먼(Marcus Stroman, 1991년 5월 1일 ~ )은 미국의 야구 선수로 아메리칸 리그 뉴욕 양키스 소속의 투수이다.

## 유년 시절
마커스 스트로먼은 1991년 5월 1일에 미국인 아버지와 푸에르토리코 출신의 어머니 사이에서 태어났다.

## 아마추어 시절
스트로먼은 그가 유년 시절을 보낸 메드퍼드에 위치한 파초그-메드퍼드 대학교에 진학했다. 고등학교 졸업을 앞둔 스트로먼은 2009년 메이저리그 신인 드래프트에서 워싱턴 내셔널스에 18라운드 전체 523순위로 지명되었다. 하지만 이를 거부하고 듀크 대학교에 진학했다. 그리고 대학 야구부에서 2년 동안 48경기에 등판하여 222이닝을 소화했고, 290개의 삼진을 잡아냈다. 또한 투수로 등판하지 않을 때는 2루수와 유격수로 출전하기도 했다. 그 결과 2012년 메이저리그 신인 드래프트에서 토론토 블루제이스에 1라운드 전체 22순위로 지명이 되며, 듀크 대학교 출신의 야구 선수 중 최초의 1라운드 지명자가 되었다.

## 프로 시절

### 마이너 시절
토론토 블루제이스에 지명된 후, 블루제이스의 산하 마이너 리그 로우 싱글A 팀인 밴쿠버 캐내디언스에 배치되었다. 그리고 이 팀에서 7경기에 등판한 후. 더블A 팀인 뉴햄프셔 피셔 캣츠로 승격되었다. 그리고 이 팀에서 8경기에 등판하여 2승 무패에 3.38의 평균자책점과 8개의 삼진을 잡는 것으로 프로 첫 해를 마쳤다. 이듬해인 2013년에는 마찬가지로 뉴햄프셔 피셔 캣츠에서 활동했고, 20경기에 등판하여 9승 5패에 3.30의 평균자책점과 129개의 탈삼진을 기록했다. 이러한 활약을 바탕으로 2014년을 앞두고 메이저리그 전체 유망주 중 55위에 선정이 되었다. 또한 2014년 시즌을 앞두고 메이저리그 스프링캠프에 초청되었다. 시즌인 개막한 이후에는 트리플A 팀인 버팔로 바이슨스에 배속되었고, 그 해 5월 3일에 브랜든 모로우의 부상 공백으로 인해 메이저리그로 콜업되었다.

### 토론토 블루제이스

#### 2014년
메이저리그에 콜업된 스트로먼은 5월 4일 피츠버그 파이리츠와의 경기에서 7회에 등판하며 메이저리그 데뷔전을 치렀고, 그 경기에서 0.2이닝 1실점을 기록했다. 그리고 다음 등판이었던 5월 6일 필라델피아 필리스와의 경기에서 9회에 등판하여 1.1이닝 무실점을 기록하면서 메이저리그 데뷔 첫 승을 기록했다. 이후 마이너리그로 잠시 강등되었지만, 5월30일에 메이저리그로 다시 콜업되었고, 다음 날인 31일에 치러진 캔자스시티 로열스와의 경기에서 데뷔 첫 선발 등판을 치렀다. 그리고 그 경기에서 6이닝 5피안타 무실점에 6개의 탈삼진을 기록하는 등 좋은 모습을 보였고, 데뷔 첫 선발 승을 기록하였다. 이후에는 꾸준하게 선발 로테이션을 소화하였고, 9월 8일에 있었던 시카고 컵스와의 경기에서 데뷔 첫 완봉승을 달성하기도 했다. 이 해에 스트로먼은 메이저리그에서 26경기(선발:20경기, 구원:6경기)에 등판하여 11승 6패에 3.65의 평균자책점과 함께 111개의 탈삼진을 기록하는 등 좋은 모습을 보였다.

#### 2015년
직전해에 좋은 모습을 보인 스트로먼은 2015년에도 메이저리그 스프링캠프에 합류했지만, 이 기간에 왼쪽 전방 십자인대 파열이라는 부상을 당했고, 그 해 9월에 부상에서 복귀하여 4경기를 소화했다. 이 해에 스트로먼은 소속팀인 블루제이스가 포스트시즌에 진출하면서 본인 또한 포스트시즌에 등판할 기회를 얻게 되었다. 그리고 이 기간에 3경기에 등판하여 1승과 함께 4.19의 평균자책점을 기록했다.

#### 2016년
2016년 시즌을 앞두고 스트로먼은 블루제이스의 개막전 선발 투수로 낙점되었고, 4월 3일에 열린 탬파베이 레이스와의 개막전에 등판하여 8이낭 3실점에 5개의 탈삼진을 잡아내는 등 좋은 모습을 보였고, 개막전 승리 투수과 되었다. 이 시즌에는 부상 없이 선발 로테이션을 소화했다. 그 결과 스트로먼은 32경기에 선발 등판하여 204이닝을 소화했고, 9승 10패에 4.37의 평균자책점과 함께 166개의 탈삼진을 기록했다. 이 해 블루제이스는 아메리칸 리그 와일드카드에 진출하여 볼티모어 오리올스를 상대하게 되었다. 그리고 스트로먼은 이 경기에 선발 등판하여 6이닝 2실점에 6개의 탈삼진을 기록하며 활약했고, 블루제이스는 이 경기에서 5:2로 승리하면서 아메리칼 리그 디비전 시리즈에 진출했다. 이후에 블루제이스는 디비전 시리즈에서 텍사스 레인저스를 상대로 3연승을 기록하여, 아메리칸 리그 챔피언십 시리즈에 진출했지만, 클리블랜드 인디언스에 1승 4패를 기록하면서 포스트시즌에서 탈락했다.

#### 2017년
2017년 시즌을 앞두고 WBC에 미국 대표팀으로 참가하였고, 3경기에 선발 등판하여 15.1이닝을 소화하며 2.35의 평균자책점을 기록하는 등 좋은 모습을 보이면서, 미국의 WBC 우승에 기여했고, 이 대회의 MVP에 선정되었다. 이후 2017년 시즌에는 33경기에 선발 등판하여 201이닝을 소화했고, 13승 9패에 3.09의 평균자책점과 함께 164개의 탈삼진을 기록하는 등 뛰어난 활약을 하였고 이러한 활약을 바탕으로 아메리칸 리그 사이 영 상 투표에서 전체 8위를 기록했다. 또한 수비에서도 뛰어난 모습을 보여주며 아메리칸 리그 골드글러브를 수상했다.

#### 2018년
2018년의 스트로먼은 오른 어깨 피로 증세, 손가락 물집 증세 등의 부상으로 부상자 명단에 등재되는 등 고전했고, 그 결과 19경기에 선발 등판하여 4승 9패에 5.54의 평균자책점을 기록하는 등 데뷔 후 가장 부진한 시즌을 보냈다.

#### 2019년
스트로먼은 2019년 시즌을 앞두고 개막전 선발 투수로 낙점되었고, 3월 28일에 열린 디트로이트 타이거스와의 개막전에 등판하여 7이닝 2피안타 무실점을 기록하는 등 좋은 모습을 보여주었지만, 블루제이스는 0:2로 패배했다. 이 시즌 전반기 동안 스트로먼은 승운이 따르지 않아 5승 9패를 기록했지만 3.18의 평균자책점과 함께 81개의 탈삼진을 기록하는 등 뛰어난 활약을 하였고, 아메리칸 리그 올스타에 선정되었다. 하지만 이 기간에 팀이 부진하여 포스트시즌에 진출할 가능성이 낮아지면서, 스트로먼은 트레이드 시장에 내놓게 되었다. 그 결과 2019년 7월 28일에 앤서니 케이와 시메온 우즈를 상대로 뉴욕 메츠로 트레이드 되었다.

### 뉴욕 메츠

#### 2019년
메츠에 합류한 스트로먼은 11경기에 선발 등판하여 4승 2패 3.77의 평균자책점과 함께 60개의 탈삼진을 기록했다.

#### 2020년
2020년 시즌은 코로나19로 인해 60경기 단축 시즌으로 치러졌지만, 스트로먼은 왼쪽 종아리 부상으로 개막전에 합류하지 못했고, 이후에 시즌 참가를 포기하였다. 시즌 종료 후 FA 신분이 되었지만, 구단에 제안한 퀄리파잉 오퍼를 수용하면서 팀에 잔류했다. 

#### 2021년
2021년 시즌에 팀에 복귀한 스트로먼은 부상 없이 선발 로테이션을 소화하였고, 그 결과 33경기에 출전하여 10승 13패에 3.02의 평균자책점과 함께 158개의 탈삼진을 기록하는 등 좋은 활약을 했고, 시즌 종료 후에는 FA가 되었다.

### 시카고 컵스
FA 신분이 된 스트로먼은 2021년 12월 1일에 시카고 컵스와 2+1년 7100만 달러 계약을 체결했다.

#### 2022년
2022년 시즌에 스트로먼은 오른 어깨 염즘 등의 부상으로 부상자 명단에 등재되었고, 25경기에 등판하여 6승 7패에 3.50의 평균자책점과 함께 119개의 탈삼진을 기록했다.

#### 2023년
스트로먼은 2023년을 앞두고 WBC에 푸에르토리코 야구 국가대표팀으로 참가하였다. 팀에 합류한 이후 개막전 선발 투수로 낙점되었고, 3월 30일에 치러진 밀워키 브루어스와의 경기에 등판하여 6이닝 무실점을 기록하며 팀의 승리를 이끌었다. 이 시즌에는 전반기에 19경기에 등판하여 9승 6패에 2.96의 평균자책점을 기록하는 등 뛰어난 활약을 했고, 그 결과 내셔널 리그 올스타에 선정되었다. 하지만 후반기에 엉덩이 부상을 당하며 부상자 명단에 등재되었고, 8경기(선발:6경기)에 등판하여 8.63의 평균자책점을 기록하는 등 부진했다. 시즌 종료 후에는 옵트 아웃을 선언하면서 FA 신분이 되었다.

### 뉴욕 양키스
2024년 1월 17일에 뉴욕 양키스와 2+1년 5500만 달러(2년 3700만 달러 보장 계약+2025년 시즌에 140이닝 이상 소화할 경우 1년 자동 연장 조건)의 계약을 체결했다.

## 수상 경력
- 아메리칸 리그 골드글러브 투수 부문 1회 (2017년)
- 아메리칸 리그 올스타 1회 (2019년)
- 내셔널 리그 올스타 1회 (2023년)

## 연도별 투수 성적
| 연 도          | 소 속          | 나 이          | 승 리 | 패 전 | 승 률 | 평 자 책 | 출 장 | 선 발 | 완 투 | 완 봉 | 세 이 브 | 홀 드 | 이 닝  | 피 안 타 | 피 홈 런 | 볼 넷 | 고 4 | 탈 삼 진 | 몸 맞 | 보 크 | 폭 투 | 실 점 | 자 책 | 타 자 수 | W H I P |
| -------------- | -------------- | -------------- | ----- | ----- | ----- | -------- | ----- | ----- | ----- | ----- | -------- | ----- | ------ | -------- | -------- | ----- | ---- | -------- | ----- | ----- | ----- | ----- | ----- | -------- | ------- |
| 2014           | TOR            | 23             | 11    | 6     | .647  | 3.65     | 26    | 20    | 1     | 1     | 1        | 0     | 130.2  | 125      | 7        | 28    | 1    | 111      | 3     | 1     | 9     | 56    | 53    | 534      | 1.171   |
| 2015           | TOR            | 24             | 4     | 0     | 1.000 | 1.67     | 4     | 4     | 0     | 0     | 0        | 0     | 27.0   | 20       | 2        | 6     | 0    | 18       | 1     | 1     | 2     | 5     | 5     | 103      | .963    |
| 2016           | TOR            | 25             | 9     | 10    | .474  | 4.37     | 32    | 32    | 0     | 0     | 0        | 0     | 204.0  | 209      | 21       | 54    | 0    | 166      | 4     | 1     | 9     | 104   | 99    | 855      | 1.289   |
| 2017           | TOR            | 26             | 13    | 9     | .591  | 3.09     | 33    | 33    | 2     | 0     | 0        | 0     | 201.0  | 201      | 21       | 62    | 1    | 164      | 6     | 1     | 3     | 82    | 69    | 834      | 1.308   |
| 2018           | TOR            | 27             | 4     | 9     | .308  | 5.54     | 19    | 19    | 0     | 0     | 0        | 0     | 102.1  | 115      | 9        | 36    | 0    | 77       | 2     | 1     | 3     | 68    | 63    | 449      | 1.476   |
| 2019           | TOR            | 28             | 6     | 11    | .353  | 2.96     | 21    | 21    | 0     | 0     | 0        | 0     | 124.2  | 118      | 10       | 35    | 0    | 99       | 0     | 0     | 4     | 50    | 41    | 513      | 1.227   |
| 2019           | NYM            | 28             | 4     | 2     | .667  | 3.77     | 11    | 11    | 0     | 0     | 0        | 0     | 59.2   | 65       | 8        | 23    | 1    | 60       | 1     | 0     | 3     | 27    | 25    | 261      | 1.475   |
| 19합           | NYM            | 28             | 10    | 13    | .435  | 3.22     | 32    | 32    | 0     | 0     | 0        | 0     | 184.1  | 183      | 18       | 58    | 1    | 159      | 1     | 0     | 7     | 77    | 66    | 774      | 1.307   |
| 2021           | NYM            | 30             | 10    | 13    | .435  | 3.02     | 33    | 33    | 0     | 0     | 0        | 0     | 179.0  | 161      | 17       | 44    | 2    | 158      | 7     | 0     | 7     | 70    | 60    | 730      | 1.145   |
| 2022           | CHC            | 31             | 6     | 7     | .462  | 3.50     | 25    | 25    | 0     | 0     | 0        | 0     | 138.2  | 123      | 16       | 36    | 0    | 119      | 4     | 2     | 2     | 61    | 54    | 569      | 1.147   |
| 2023           | CHC            | 32             | 10    | 9     | .526  | 3.95     | 27    | 25    | 1     | 1     | 0        | 0     | 136.2  | 120      | 9        | 52    | 0    | 119      | 3     | 0     | 3     | 68    | 60    | 575      | 1.259   |
| MLB 통산 : 9년 | MLB 통산 : 9년 | MLB 통산 : 9년 | 77    | 76    | .503  | 3.65     | 231   | 223   | 4     | 2     | 1        | 0     | 1303.2 | 1257     | 120      | 376   | 5    | 1091     | 31    | 7     | 45    | 591   | 529   | 5423     | 1.253   |

- 2023년 기준, 굵은 글씨는 해당 시즌 최고 기록